# Taillancourt
Taillancourt är en kommun i departementet Meuse i regionen Grand Est (tidigare regionen Lorraine) i nordöstra Frankrike. Kommunen ligger i kantonen Vaucouleurs som tillhör arrondissementet Commercy. År 2022 hade Taillancourt 123 invånare.

## Befolkningsutveckling
Antalet invånare i kommunen Taillancourt
| Referens: INSEE |